# Karl Fjodorowitsch Kessler

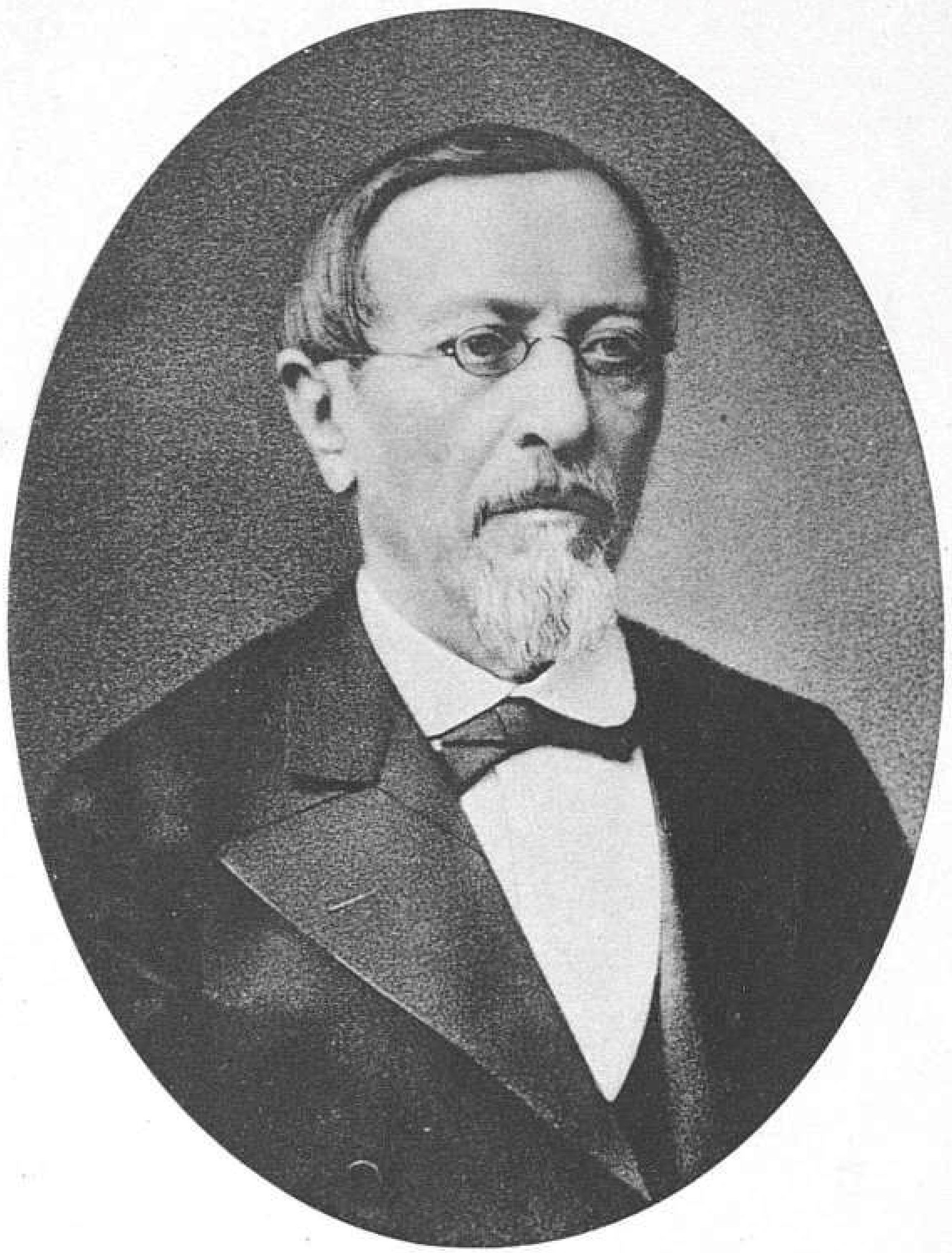
Karl Fjodorowitsch Kessler

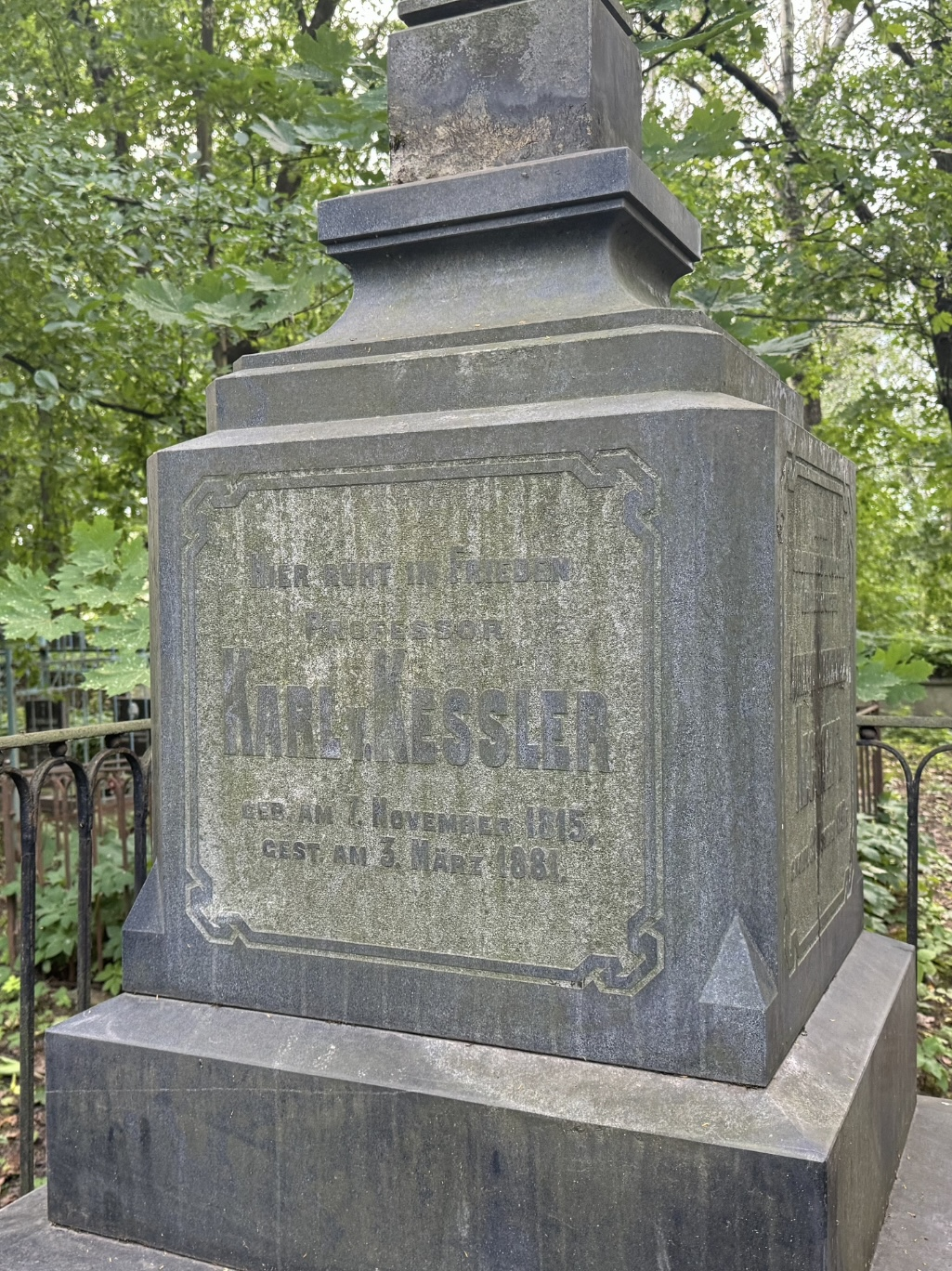
Grab von Karl Kessler (St. Petersburg, Lutherischer Friedhof Smolensk)

Karl Fjodorowitsch Kessler (russisch Карл Фёдорович Кесслер; * 19. Novemberjul. / 1. Dezember 1815greg. in Damrau, Regierungsbezirk Königsberg, Königreich Preußen, (heute: Sokolowka, Oblast Kaliningrad, Russland); † 3. Märzjul. / 15. März 1881greg. in Sankt Petersburg, Russisches Kaiserreich) war ein russischer Zoologe, Ichthyologe, Hochschullehrer und Universitätsrektor deutscher Herkunft. Sein Autorenkürzel lautet „Kessler“.

## Leben
Karl Kessler kam im ostpreußischen Dorf Damrau, dem heutigen Sokolowka in der russischen Oblast Kaliningrad zur Welt. In Sankt Petersburg absolvierte er 1838 die Kaiserliche Universität und 1844 wurde er außerordentlicher Professor für Zoologie und zwischen 1845 und 1861 ordentlicher Professor an der St.-Wladimir-Universität in Kiew. An der Kiewer Universität reorganisiert er zudem das Universitätsmuseum und war in den Jahren 1861 und 1862 Initiator zweier Kongresse von Naturwissenschaftlern.
Er wurde 1861 Professor an der Kaiserlichen Universität Sankt Petersburg und war zwischen 1867 und 1873 deren Rektor.
1868 war er einer der Gründer und zwischen 1869 und 1881 erster Präsident der kaiserlichen Petersburger Gesellschaft der Naturforscher.
Kessler erforschte die Wirbeltierfauna der Rechtsufrigen Ukraine, der nördlichen Küsten des Schwarzen und Asowschen Meeres, der Krim, der Newa und der Wolga sowie des Ladoga- und des Onegasees. Als Ergebnis seiner Forschungen veröffentlichte er eine Reihe von Monographien, die zwischen 1850 und 1856 als 6-bändige Naturgeschichte der Provinzen des Kiewer Bildungsbezirks zusammengefasst wurden.
Seine Werkliste enthält insgesamt 65 Artikel und Studien.
Kessler war einer der ersten Zoologen, der vorschlug, dass Gegenseitige Hilfe und nicht Kampf die Hauptursache für die Entwicklung einer Art ist. Nachdem der russische Anarchist Pjotr Kropotkin 1883 von der Idee der Gegenseitigen Hilfe durch einen Vortrag von Kessler erfahren hatte, machte er diese in seinem 1902 erschienenen Buch Gegenseitige Hilfe in der Tier- und Menschenwelt zum Fundament seiner Theorie des Kommunistischen Anarchismus.
Der Chemiker und Meteorologe Alexander Kessler war Kesslers Neffe.

## Ehrungen und Mitgliedschaften
- Die Kessler-Grundel wurde nach ihm benannt
- Ehrenmitglied der Universität Kiew (1863)[3]
- Ehrenmitglied der Universität St. Petersburg (1873)[3]
- Korrespondierendes Mitglied der Russischen Akademie der Wissenschaften (1874)[7][3]